# تنمرادچی
تنمرادچی (به لاتین: Thenmaradchi Divisional Secretariat) یک منطقهٔ مسکونی در سری‌لانکا است که در ناحیه جفنا واقع شده‌است.